# سئویی
سئویی (به ایتالیایی: Seui) یک کومونه در ایتالیا است که در استان الیاسترا واقع شده‌است. سئویی ۱۴۸٫۳ کیلومتر مربع مساحت و ۱٬۵۲۵ نفر جمعیت دارد.